# Meus Prêmios Nick de Artista Internacional Favorito
O Meus Prêmios Nick de Artista Internacional Favorito é um dos prêmios oferecidos durante a realização do Meus Prêmios Nick, exibido anualmente pelo canal Nickelodeon Brasil, destinado ao melhor cantor, cantora ou grupo internacional do ano.

## Vencedores e indicados
| Ano  | Vencedor      | Indicados                                                          |
| ---- | ------------- | ------------------------------------------------------------------ |
| 2003 | Avril Lavigne |                                                                    |
| 2004 | Linkin Park   |                                                                    |
| 2005 | Avril Lavigne |                                                                    |
| 2006 | RBD           | Black Eyed Peas Green Day Simple Plan                              |
| 2007 | Fergie        | High School Musical Johnny Depp RBD                                |
| 2008 | Zac Efron     | Johnny Depp Jonas Brothers RBD                                     |
| 2009 | McFly         | Robert Pattinson Jonas Brothers Miley Cyrus                        |
| 2010 | Justin Bieber | Lady Gaga Miranda Cosgrove Taylor Lautner                          |
| 2011 | Dulce María   | Katy Perry Black Eyed Peas Justin Bieber                           |
| 2012 | One Direction | Katy Perry Selena Gomez Justin Bieber                              |
| 2013 | Demi Lovato   | Justin Bieber One Direction Selena Gomez                           |
| 2014 | Demi Lovato   | Dulce María One Direction Ariana Grande                            |
| 2015 | One Direction | Demi Lovato Ed Sheeran Ariana Grande                               |
| 2016 | Fifth Harmony | Ariana Grande Demi Lovato Justin Bieber One Direction Selena Gomez |
| 2017 | Little Mix    | Ariana Grande Camila Cabello Justin Bieber                         |
| 2018 | Ariana Grande | Camila Cabello Harry Styles Selena Gomez                           |
| 2019 | BTS           | Now United Ariana Grande Blackpink                                 |
| 2020 | Now United    | BTS Billie Eilish Camila Cabello                                   |
| 2021 | BTS           | Blackpink CNCO Now United                                          |

## Resumo
| Países mais premiados - Estados Unidos — 07 - Reino Unido — 04 - Canadá — 03 - México — 02 - Coreia do Sul — 02 | Artistas mais premiados - Avril Lavigne — 02 - BTS — 02 - Demi Lovato — 02 - One Direction — 02 |